# John Macurdy
John Macurdy (Detroit, 18 marzo 1929 – Stamford, 7 maggio 2020) è stato un basso statunitense.

## Biografia
Debutta nel 1952 come vecchio ebreo in Samson et Dalila con Ramón Vinay a New Orleans.
Nel 1958 è Mr Earnshaw nella prima assoluta di Wuthering Heights di Carlisle Floyd con John Crosby (direttore d'orchestra) alla Santa Fe Opera.
Nel 1959 debutta al come Dr Wilson in Street Scene di Kurt Weill alla New York City Opera dove nello stesso anno è The Basso Cantante nella prima assoluta di Six Characters in Search of an Author di Hugo Weisgall con Beverly Sills, Patricia Neway e Ruth Kobart, nel 1961 Hathorne nella prima assoluta di The Crucible di Robert Ward con Norman Treigle e nel 1962 Reb Bashevi nella prima assoluta di The Golem di Abraham Ellstein.
Al San Francisco Opera debutta nel 1961 come Friar Laurence in Romeo e Giulietta seguito da Sarastro in Die Zauberflöte con George Shirley e nel 1962 A friar in Don Carlo diretto da Francesco Molinari Pradelli con Giorgio Tozzi, Ferrando ne Il trovatore con Elinor Ross, James McCracken e Giulietta Simionato, Colline ne La bohème diretto da Molinari Pradelli con Renato Cioni, Salvatore Baccaloni, Victoria de los Ángeles e Marilyn Horne, Lodovico in Otello diretto da Molinari Pradelli con Tito Gobbi, McCracken e la de los Angeles, Father Trulove in The Rake's Progress diretto da Leopold Ludwig con Mary Costa, Don Basilio ne Il barbiere di Siviglia con la Horne, Nourabad ne Les pêcheurs de perles e Count des Grieux in Manon cantando a San Francisco fino al 1990.
Al Metropolitan Opera House di New York debutta nel dicembre 1962 come Tom in Un ballo in maschera diretto da Nello Santi con Leonie Rysanek, Richard Tucker, Robert Merrill, Lili Chookasian e Bonaldo Giaiotti seguito dal Re in Aida diretto da Santi con Lucine Amara, Carlo Bergonzi, Rita Gorr, Mario Sereni e Cesare Siepi, Dr. Grenvil ne La traviata diretto da Santi con Anna Moffo, Sereni e George Cehanovsky e Bonzo in Madama Butterfly con Dorothy Kirsten e Sereni e nel 1963 Alessio ne La sonnambula con Joan Sutherland, Nicolai Gedda, Tozzi e la Chookasian, l'Ufficiale in Boris Godunov diretto da Georg Solti con George London, Ezio Flagello, Gedda, Rosalind Elias, Fernando Corena, Shirley e la Chookasian, Don Basilio ne Il barbiere di Siviglia con Flagello, Lodovico in Otello diretto da Solti con McCracken, Gabriella Tucci, Merrill e Charles Anthony Caruso, il Commendatore in Don Giovanni con Jerome Hines, Lisa Della Casa e Corena, Monterone in Rigoletto diretto da Fausto Cleva con Merrill e Flagello e Friar in Don Carlo con Flaviano Labò, Mary Curtis Verna, Merrill, la Gorr, Siepi e Robert Nagy.
Ancora per il Metropolitan nel 1966 è Agrippa nella prima assoluta di Antony and Cleopatra di Samuel Barber diretto da Thomas Schippers con Leontyne Price, Justino Díaz, Jess Thomas, Flagello e la Elias, nel 1967 General Ezra Mannon nella prima assoluta di Mourning Becomes Electra di Marvin David Levy diretto da Zubin Mehta con Evelyn Lear e Sherrill Milnes cantando per il Met fino al 2000 in 1 001 recite.
Al Teatro alla Scala di Milano debutta nel 1974 come Rocco in Fidelio diretto da Karl Böhm con Walter Berry, Leonie Rysanek e James King (tenore) il 7 dicembre nella serata d'inaugurazione della stagione e nel 1984 Hermann nella prima di Tannhäuser (opera) con Elizabeth Connell.
All'Opéra National de Paris nel 1975 è il Commendatore in Don Giovanni diretto da Charles Mackerras con Ruggero Raimondi, Margaret Price, Julia Varady, Richard Van Allan e Jane Berbié cantando a Parigi fino al 1991.
Nel 1977 è il Commendatore in Don Giovanni diretto da Böhm con i Wiener Philharmoniker, Milnes, Anna Tomowa-Sintow, Peter Schreier, Berry ed Edith Mathis al Festival di Salisburgo.
È il Commendatore in Don Giovanni di Joseph Losey diretto da Lorin Maazel con l'Orchestra e Coro dell'Opéra national de Paris, Ruggero Raimondi, Edda Moser, Kiri Te Kanawa, José van Dam e Teresa Berganza.
Nel 1990 è Marcel in Les Huguenots con Françoise Pollet e Gregory Kunde a Montpellier e nel 1993 il Commendatore in Don Giovanni con Ferruccio Furlanetto a San Diego.

## Discografia
- Beethoven: Symphony No. 9 In D Minor, Op. 125 "Choral" - Eugene Ormandy/John Alexander/John Macurdy/Lili Chookasian/Lucine Amara/Mormon Tabernacle Choir/The Philadelphia Orchestra, 1966 Sony BMG
- Mozart: Don Giovanni - Lorin Maazel/Chorus & Orchestra of the Opéra national de Paris/Ruggero Raimondi/Edda Moser/Kiri Te Kanawa/José van Dam/Teresa Berganza, 1979 Sony
- Mozart, Don Giovanni - Böhm/Milnes/Mathis/Tomowa-S., 1977 Deutsche Grammophon

## DVD
- Don Giovanni (film 1979)
- Wagner, Lohengrin - Levine/Hofmann/Macurdy/Marton, 1986 Deutsche Grammophon
- Wagner, Tannhäuser - Levine/Cassilly/Marton/Weikl, 1982 Deutsche Grammophon